# Княжеский дворец в Монако

Герб рода Гримальди. Щитодержатели изображают Франческо Гримальди, который, согласно легенде, в 1297 году захватил крепость, переодевшись монахом

Княжеский дворец в Монако (фр. Palais de Monaco) — официальная резиденция правителей Монако из рода Гримальди.
Дворец основан как генуэзская крепость в 1191 году, затем многократно расширялся и перестраивался. С конца XIII века дворец принадлежит генуэзскому роду Гримальди, которые впервые захватили его в 1297 году. Сначала княжество управлялось в качестве феодального владения, с XVII столетия Гримальди стали править в качестве суверенных правителей Монако, однако им приходилось постоянно находиться в ненадёжных дипломатических соглашениях со своими более сильными соседями. В то время, как другие европейские суверены строили роскошные дворцы в барочном стиле, здравый смысл требовал того, чтобы дворец был надёжно укреплён. Это требование, необычное для европейских дворцов того времени сделало княжеский дворец уникальным архитектурным объектом. Однако это не помешало французам в конце XVIII века на 20 лет занять дворец, и изгнать владевшую им семью Гримальди. Уникальность дворца заключается ещё и в том, что в отличие от остальных европейских дворцов, он являлся единственной резиденцией князей Монако на протяжении более чем семи столетий, в связи с чем финансовое и политическое положение дома Гримальди непосредственно отражено в архитектуре. В то время, как Романовы, Бурбоны или Габсбурги имели возможность строить новые дворцы, самое большое, что могли сделать Гримальди, пользуясь удачей, или желая перемен — это построить новую башню или крыло, либо же, что они делали чаще, отремонтировать существовавшую часть дворца. Таким образом, княжеский дворец отражает историю не только Монако, но и рода Гримальди, отпраздновавшего в 1997 году 700 лет своего правления в Монако. В XXI веке дворец по-прежнему является княжеской резиденцией.

## Княжеский дворец

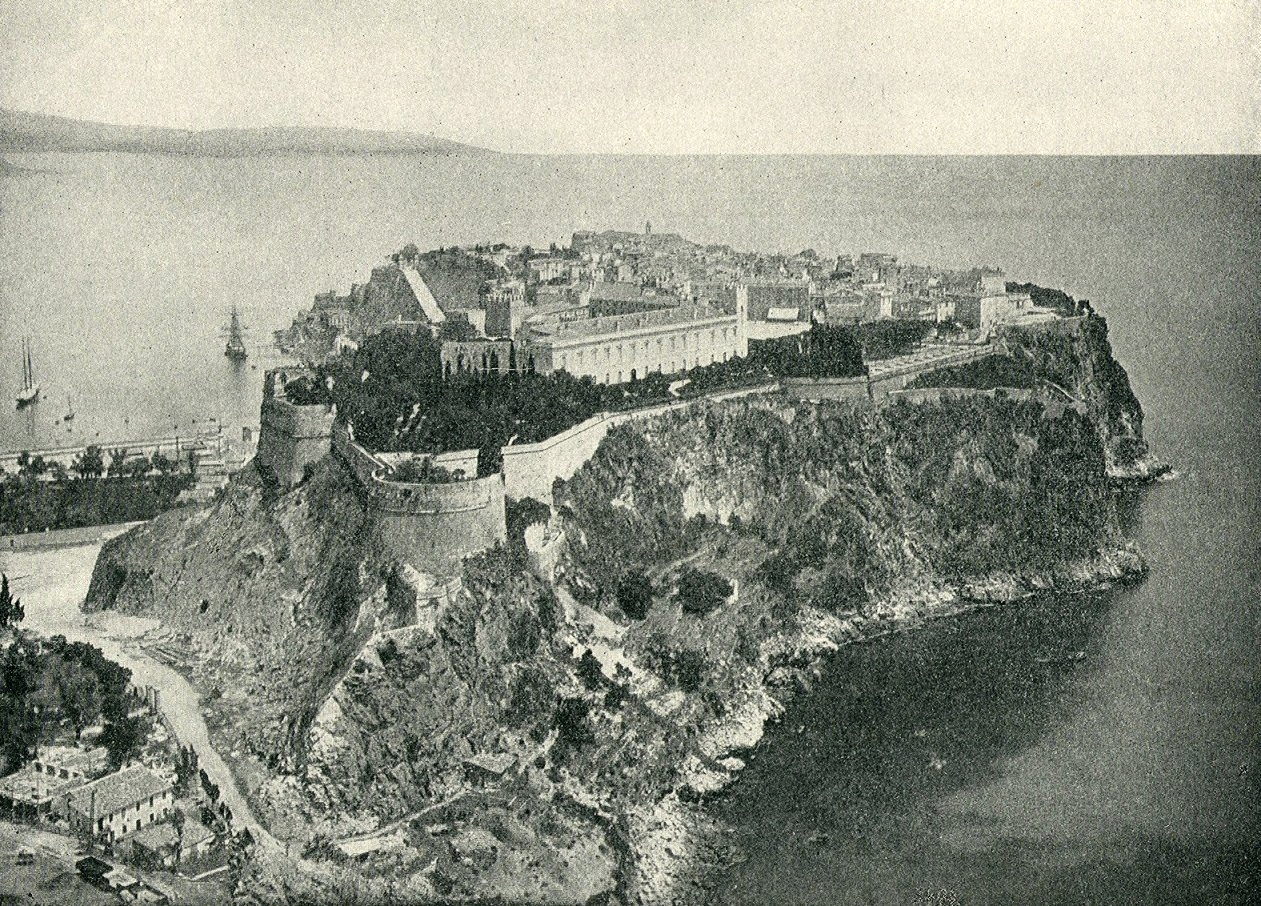
Фотография дворца, сделанная в 1890 году, на которой видно своеобразное сочетание зданий, построенных в классическом стиле и средневековых укреплений. Из-за развития Монте-Карло и роста зелёных насаждений этот вид на дворец сегодня скрыт.

Дворец представляет собой смесь архитектурных стилей; его старинное происхождение выдаётся отсутствием симметрии. Таким образом, чтобы оценить архитектуру, крылья и корпуса дворца должны рассматриваться по отдельности. Главный фасад выглядит как терраса палаццо в стиле ренессанса, разные корпуса которого образуют единый дворец. Корпуса, однако, объединены единым рустованным цокольным этажом. Архитектура эпохи возрождения, кажется, маскирует более ранние укрепления, башни которых окружают классические фасады дворца. Башни, многие из которых были украшены зубцами и машикулями, были по большей части перестроены в XIX веке. В задней части дворца крепостные укрепления кажутся нетронутыми временем. Большая архитектурная гармония была достигнута в курдонёре, вокруг которого построен дворец: два яруса, покрытых фресками открытых аркад, служат одновременно как бы церемониальным балконом для выступлений князя, а также центральным входом и коридором, связывающим комнаты дворца.

Схема дворца и прилегающей к нему территории. A: Вход, B, C: государственные апартаменты, двойная лоджия и подковообразная лестница, D: часовня, E: бассейн, F: башня Всех Святых, G: бастион Серравалле, H: Южная башня, K: Средняя башня, M: башня святой Марии, N: административные, бытовые помещения и т. д.

Наиболее примечательными помещениями во дворце являются государственные апартаменты, заложенные в XVI веке, в XVIII веке они были переделаны в стиле, присущем Версалю. В XIX веке и в конце XX были проведены масштабные реставрации государственных апартаментов, объединившие их в преобладающем сейчас стиле XVIII века. Задуманный как анфилада и церемониальная дорога к Тронному залу, маршрут для процессий начинается от внешней подковообразной лестницы, ведущей от курдонёра к открытой галерее, известной сейчас как Галерея Геркулеса. Отсюда гости проходят в Зеркальную галерею, вдохновлённую Зеркальным залом Версаля. Эта галерея ведёт к первому из государственных апартаментов — Залу офицеров, где гостей перед аудиенцией с князем встречали придворные. Отсюда анфилада продолжается до Голубого зала. Это — большая гостиная, украшенная голубой парчой и люстрами из муранского стекла. Здесь находятся портреты представителей рода Гримальди. Следующее помещение, самое большое из государственных апартаментов — это Тронный зал. Потолок и стены зала были расписаны Орацио де Феррари и изображают завоевания Александра Великого. Трон в стиле ампир расположен на возвышении, под балдахином, увенчанным позолоченной короной. Пол в Тронном зале изготовлен из каррарского мрамора. В этом зале проводились все государственные церемонии, начиная с XVI века.
Из других помещений Государственных апартаментов можно отметить Красную комнату, названную так из-за стен, покрытых красной парчой — большая гостиная, украшенная картинами Яна Брейгеля и Жана Лебрена. Как и почти повсюду во дворце, в комнате находится богато украшенная во французском стиле XVIII века мебель. За Красной комнатой расположена Йоркская комната, которая обставлена как парадная опочивальня и украшена изображениями четырёх сезонов авторства Грегорио де Феррари. Следующий зал, известный как Жёлтая комната (или Спальня Людовика XV) также является спальней. Самое примечательное помещение Государственных апартаментов — Комната Мазарини. Это гостиная, украшенная позолоченными и расписными полихромными буазери мастеров, привезённых во Францию кардиналом Мазарини, связанного браком с Гримальди. Портрет кардинала находится в комнате над камином.
В то время, как основная атмосфера интерьера и экстерьера дворца относится к XVIII веку, сам дворец — нет. Во многом его появление является результатом длительной эволюции, начавшейся в XII веке и омрачённой серьёзной реставрацией в XIX и XX веках.

## Крепость Гримальди

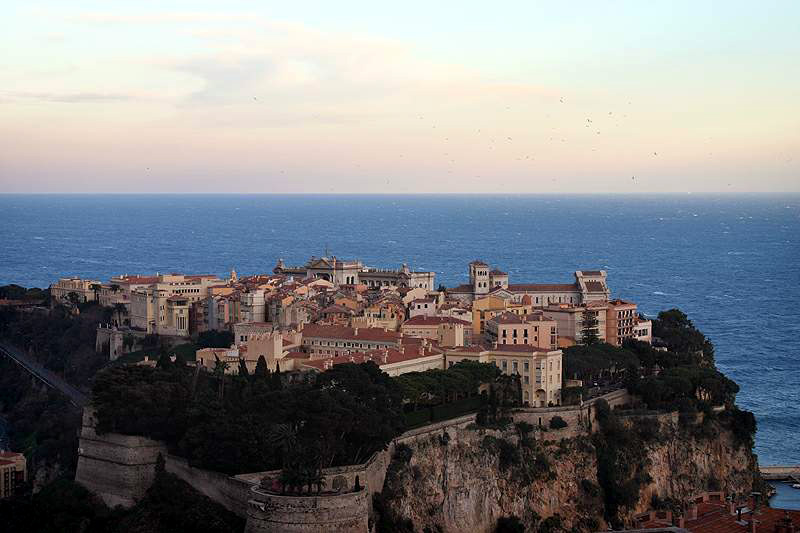
Скала Монако выходит на порт и Средиземное море. Княжеский дворец находится на Скале на переднем плане. Внушительное здание в Палладианском стиле на заднем плане — Океанографический музей, основанный Альбертом I. Остатки Башни Всех Святых (F на схеме) и бастиона Серравалле (G) можно увидеть в левом нижнем углу фото.

История Монако начинается задолго до занятия этих мест римлянами. Его большая естественная гавань обеспечивала постоянный приток мореплавателей из Библа, Тира и Сидона. Позднее финикийцы стали торговать с местными жителями шёлком, маслом и специями. Именно от финикийцев в этих местах стало известно о боге Мелькарте, которого впоследствии римляне прозвали Геркулес Монойкос. Именно в честь этого бога римляне назвали эту местность Portus Hercules Moneici, впоследствии название было сокращено до Монако. Резиденция князей Монако была основана в 1191 году как крепость на Скале Монако, когда гавань, у которой в настоящее время расположено Монте-Карло, была приобретена Генуэзской республикой. Гавань и её непосредственные окрестности были переданы генуэзцам императором Генрихом IV при условии, что генуэзцы будут защищать побережье от пиратства. Впоследствии новые территории были переданы генуэзцам Советом Пилля и Аббатством де Сен-Понса. В 1215 году началось строительство новой крепости, состоявшей из четырёх башен, соединённых крепостными стенами, защищёнными куртинами. Крепость сформировала ядро современного дворца.
Генуэзцы играли важную роль в политике Европы XII века. Они были нацией торговцев, и их богатство было столь велико, что позволяло оказывать банковские услуги другим государствам. Однако после того, как император Фридрих II бросил вызов папе Иннокентию IV, в городе образовались два отдельных лагеря: гвельфы, поддерживающие папу, и гибеллины, верные имперской короне. На стороне гвельфов была одна из патрицианских семей Генуи — Гримальди. На протяжении XIII века эти две группы сражались, пока, наконец, к концу века гибеллины не одержали победу и не изгнали своих противников, в том числе Гримальди, из Генуи. Гримальди поселились в районе, сегодня известном как Лазурный берег. Несколько замков в этом регионе до сих пор известны как Шато Гримальди, что свидетельствует о сильном влиянии различных ветвей семьи в этой местности.
Согласно легенде, в январе 1297 года Франческо Гримальди, переодетый монахом, искал прибежище в замке. Когда его впустили, он убил охранника, после чего его люди захватили замок. Таким образом крепость стала оплотом рода Гримальди. Это событие увековечено статуей Франческо Гримальди у стен дворца и на гербе Гримальди, где Франческо изображён с мечом и в монашеском облачении.
Карл I, правивший с 1331 по 1357 и бывший сыном двоюродного брата Франческо Гримальди Ренье I, значительно расширил крепость, построив два больших здания: одно — против восточных валов, а второе — с видом на море. Это изменило внешний вид крепости, сделав её похожей более на укреплённый дом, чем на крепость. Укрепления были необходимы, поскольку в последующие десятилетия крепость была поочерёдно захвачена генуэзцами и возвращена Гримальди обратно. В 1341 году Гримальди захватили Ментону, а затем Рокбрюн, закрепив таким образом свои силы и власть в данном регионе. Впоследствии они укрепили не только гавань, но и свою крепость на Скале. Крепость Гримальди была теперь базой, из которой семья управляла значительной, но очень уязвимой территорией.
На протяжении следующих ста лет Гримальди защищали свою территорию от нападений со стороны других государств, в том числе Генуи, Пизы, Венеции, Неаполя, Франции, Испании, Германии, Англии и Прованса. Крепость часто подвергалась разрушению и восстановлению. Постепенно Гримальди стали сближаться с Францией, что укрепляло их позиции. Теперь, будучи более защищёнными, сеньоры Монако стали осознавать необходимость не только защищать свою землю, но и иметь дом, который отображал бы их власть и престиж.
На протяжении XV века крепость продолжала расширяться и укрепляться, пока не стала пригодной для размещения гарнизона примерно в 400 солдат. Медленная трансформация из укреплённого дома во дворец началась в ту эпоху, со строительства, проведённого сначала Ламбертом Гримальди, сеньором Монако (который между 1458 и 1494 был «достойным внимания правителем, с одинаковым талантом владевшим дипломатией и мечом»), а затем его сыном, Жаном II. В этот период произошло расширение восточной стороны крепости с помощью трёхэтажного крыла, охраняемого высокими зубчатыми стенами, соединяющими бастионные башни — Св. Марии (M), Среднюю (K), и Южную (H). В этом большом новом крыле находилось главное помещение дворца — Государственный зал (сегодня известный как Комната охраны). Здесь князья занимались официальными делами и содержали двор. Кроме того, более роскошные помещения с балконами и лоджиями были спроектированы для частного использования семьёй Гримальди. В 1505 году Жан II был убит своим братом Люсьеном.

## От крепости к дворцу

### Люсьен I (1505—1523)

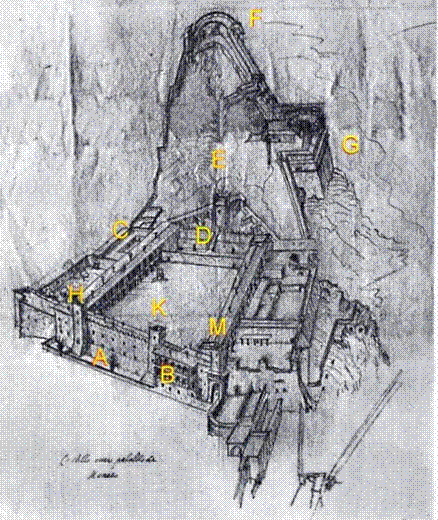
Рисунок дворца, 17 век. Север находится справа от рисунка. A: Вход; B, C: Государственные апартаменты, двойная лоджия, подковообразная лестница; D: Будущее место часовни; E, F: Башня Всех Святых; G: Бастион Серравалле; H: Южная башня; K: Средняя башня; M: Башня Святой Марии

Жана II сменил Люсьен I. Мир в Монако не продлился долго; в декабре 1506 года 14 000 генуэзских солдат осадили Монако и его замок, и в течение пяти месяцев 1500 монегасков и наёмников защищали Скалу, прежде чем одержали победу в марте 1507 года. Это заставило Люсьена I лавировать между Францией и Испанией, чтобы сохранить независимость крошечного государства, которое на самом деле подчинялось Испании. Люсьен немедленно приступил к восстановлению разрушений во дворце, причинённых бомбардировкой. К главному крылу (от H до M), построенному князем Ламбертом и расширенному во время правления Жана II, он добавил большое крыло (от H до C), в котором сейчас расположены государственные апартаменты.

### Оноре I (1523—1581)
Во время правления Оноре I продолжилась внутренняя трансформация крепости во дворец. Тордесильясский договор, заключённый в начале правления Оноре, определил положение Монако как протектората Испании и, следовательно, императора Священной Римской империи Карла V. Это обеспечило безопасность, позволявшую сеньору Монако сосредоточиться на увеличении комфортабельности своего дворца, а не на постоянной необходимости защищать его.
Внутренний двор был перестроен, архитектор Доминико Галло спроектировал две аркады, простиравшиеся между точками H и C. Аркады, выходящие на созданное ранее крыло Люсьена I, имеют на верхнем уровне по двенадцать арок, украшенных балюстрадой из белого мрамора. Сегодня верхние аркады известны как Галерея Геркулеса, поскольку в последние годы правления Оноре II художник Орацио де Феррари расписал их потолки сценами, изображающими подвиги Геракла. Эти аркады или лоджии обеспечивают проход к государственным апартаментам в южном крыле дворца (известном сегодня как Крыло государственных апартаментов). По другую сторону двора было построено новое крыло, и генуэзский художник Лука Камбьязо был нанят для росписи его внешних стен фресками. Считается, что в это время были пристроены галереи (B) к северному крылу с видом на гавань.
Дальнейшее расширение дворца было проведено в 1528 году, чтобы принять императора Карла V, проведшего четыре дня во дворце во время своего путешествия в Болонью с целью коронации папой Климентом VII.

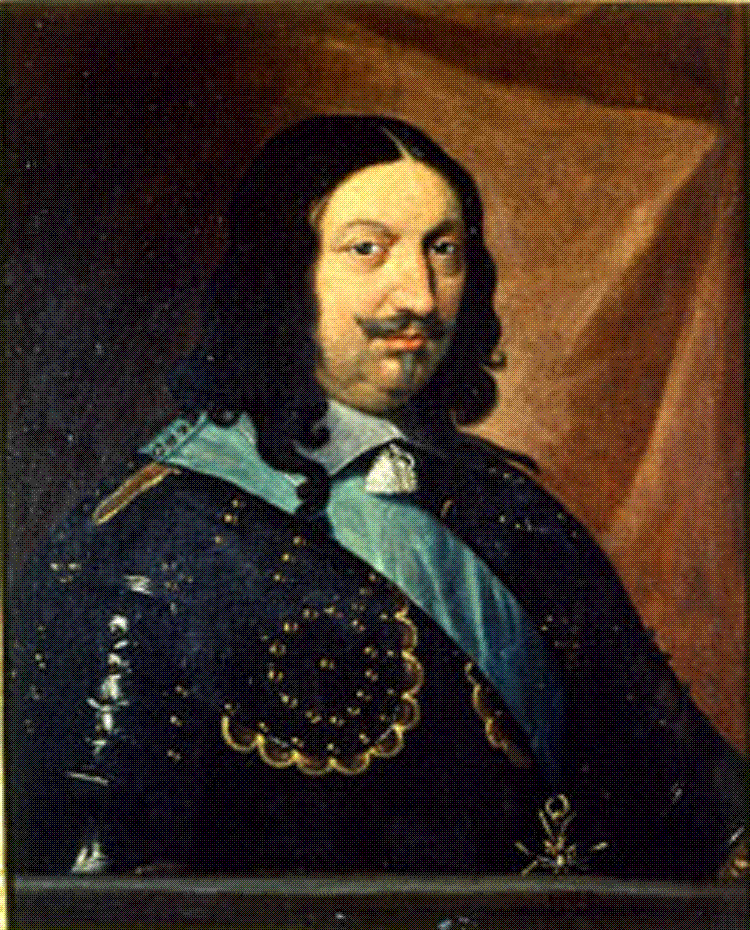
Князь Оноре II стал первым князем Монако в 1633 году. Он много сделал для создания того облика дворца, который известен сейчас.

В архитектурном плане это был интересный период, но Оноре I не смог перестроить крепость в величественном стиле ренессансного палаццо. Несмотря на защиту Испанией, риск нападения со стороны Франции был высоким, и оборона оставалась главным приоритетом Оноре. Помня об этом, он добавил два новых укрепления: башню Всех Святых (F) и бастион Серравалле (G). Башня Всех Святых была полукруглой и охраняла край скального мыса. Укомплектованная пушками, она была связана с искусственными пещерами в самой скале. Подземные ходы также связывали башню с бастионом Серравалле, являвшимся, по сути, трёхэтажной артиллерийской башней. Под внутренним двором был устроен резервуар с огромным сводчатым потолком, поддерживаемым девятью колоннами, способный на протяжении 20-месячной осады обеспечивать достаточным количеством воды 1000 солдат. Монако оставалось в политически уязвимом положении ещё в течение одного века, и в период с 1581 по 1604 годы, во времена правления князя Карла II и князя Эрколе, проводилось мало строительных работ.

### Оноре II (1597—1662)

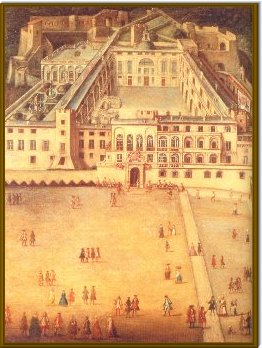
На этой картине Жозефа Брессона изображён дворец в 1762 году, если смотреть под углом как на рисунке выше. Изменения, сделанные Оноре II, хорошо видны, как и подковообразная лестница князя Луи I. Купол, поднимающийся над новой часовней, находится в задней части двора.

Уязвимость Монако ещё больше усилилась в 1605 году, когда испанцы разместили там гарнизон. В 1633 году король Испании официально назвал Оноре II «светлейшим князем», тем самым впервые признав Монако княжеством. Однако, поскольку испанские войска занимали в то время Монако, это признание выглядело не более чем жестом, призванным доставить Оноре удовольствие
Оноре II был франкофилом. После получения образования в Милане он проводил время в парижских интеллектуальных салонах. Поэтому, имея тесные связи с Францией как в культурном, так и в политическом отношении, он восстал против испанского присутствия в Монако. В то же время он понимал, что Монако нуждается в защите со стороны другой державы, и отдал предпочтение Франции. В 1641 году, при поддержке французов, Оноре II напал на испанский гарнизон, объявив «славную свободу Монако». Упомянутая свобода полностью зависела от Франции, поскольку Монако вступило в период протектората Франции, продлившегося до 1814 года. Благодаря этому событию Оноре II сегодня считается героем Монако.
Высокообразованный покровитель искусств, Оноре II, укрепившись на своём троне, начал собирать работы Тициана, Дюрера, Рафаэля, Рубенса и Микеланджело, лёгшие в основу коллекции произведений искусства, украсившей дворец, медленно формирующийся из крепости Монако. В течение последующего 30-летнего периода Оноре превратил его во дворец, достойный князя.
Князь поручил архитектору Жаку Катоне не только расширить дворец, но и смягчить его мрачный крепостной облик. Главный фасад, обращённый к площади, «лицо» дворца, был обрамлён декоративными украшениями. Верхние лоджии (B) справа от входа были застеклены. Внутри дворца был изменён стиль Крыла государственных апартаментов и создана анфилада. Новая часовня, украшенная куполом (построенная на месте, обозначенном буквой D), была посвящена святому Иоанну Крестителю. Эта новая постройка позволила скрыть со стороны внутреннего двора бастион Серравалле, и создать более лёгкую атмосферу ренессансного палаццо.

## Отсутствующие правители и революция (1662—1815)

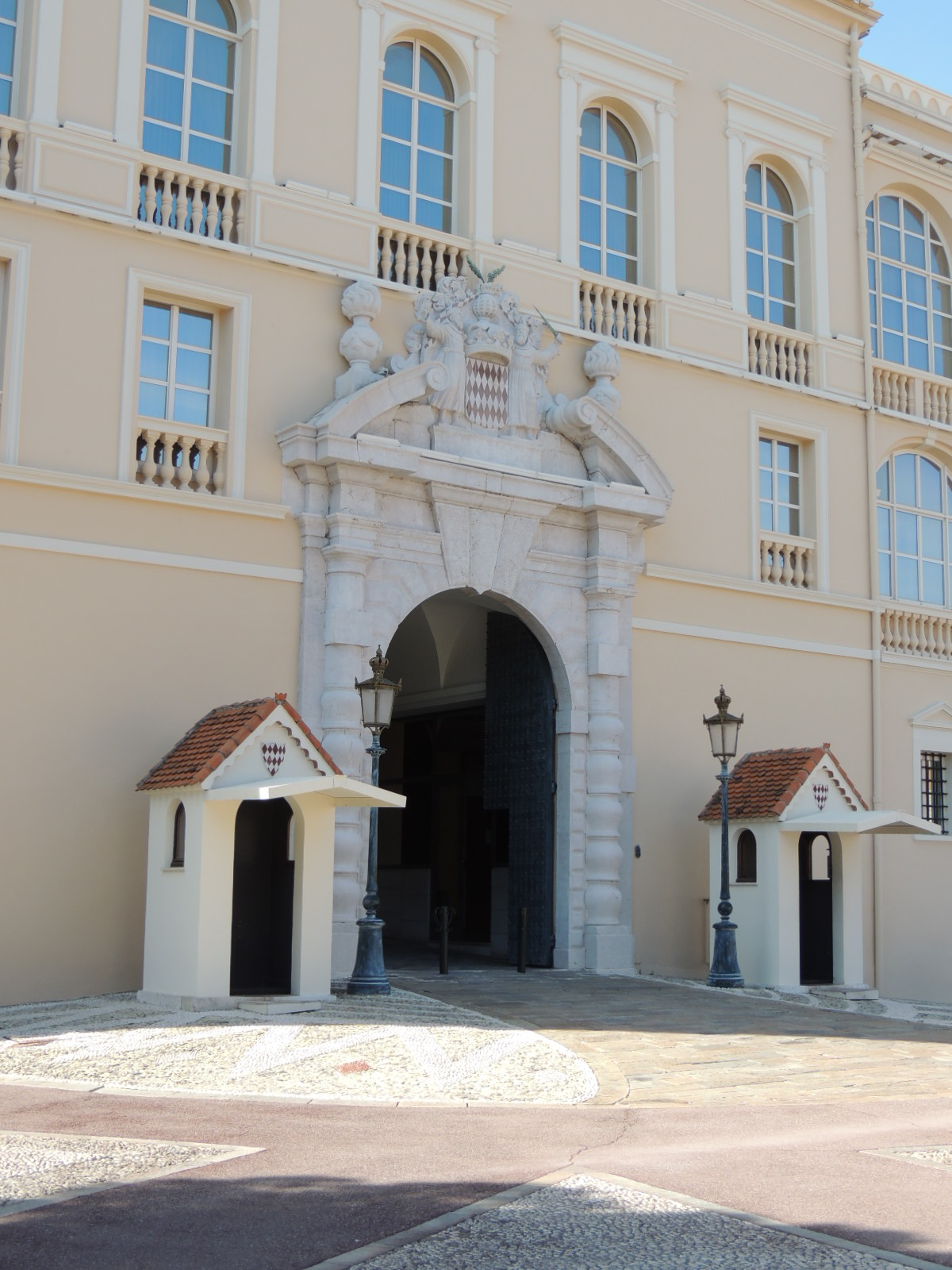
Барочный вход во дворец был спроектирован Антуаном Григхо для Луи I

Хотя Монако и было официально независимым государством, на самом деле в конце XVII и начале XVIII века это была провинция Франции. Его правители проводили большую часть своего времени при французском дворе, напоминая таким образом отсутствующих землевладельцев, столь распространённых в то время среди французской аристократии. Версаль манил их больше, чем их собственная страна.
Оноре II сменил его внук, князь Луи I. Новый князь обладал утончёнными манерами и проводил со своей женой много времени при французском дворе, где он пользовался необычной привилегией быть одновременно главой иностранного государства и пэром Франции. Находясь под впечатлением от дворцов французского короля, нанявшего архитектора Жана Дюсерсо для выполнения работ по реконструкции дворца в Фонтенбло, Луи I использовал Фонтенбло как источник вдохновения для улучшения своего дворца в Монако. Таким образом, он ответственен за две наиболее заметные черты дворца: вход — огромную арку в стиле барокко, увенчанную разорванным фронтоном с гербом семьи Гримальди — и ещё более запоминающуюся лестницу в форме двойной подковы, построенную по образцу лестницы в Фонтенбло. Говорят, что тридцать ступеней, составляющих лестницу, были высечены из одного блока каррарского мрамора. Архитрав нового входа и подковообразная лестница были спроектированы Антуаном Григхо, архитектором из Комо.
Принц Луи I был печально известен своей расточительностью и распущенностью в личной жизни. Во время посещения в 1677 году Англии он навлёк на себя гнев короля Карла II, преподнеся дорогие подарки любовнице короля Гортензии Манчини. Впоследствии англичане и князь Луи стали политическими врагами, когда князь Монако принял участие в англо-голландских войнах против Англии. Конница Монако принимала участие в битвах на территории Фландрии и Франш-Конте. Эти действия принесли Луи благодарность Людовика XIV, сделавшего князя Монако послом при Святом Престоле, ответственным за получение испанского наследства. Тем не менее, расходы, понесённые Луи I во время исполнения его обязанностей при папском дворе, заставили его продать большую часть коллекции произведений искусства, собранной Оноре II, опустошая дворец, который тот так эффектно расширил. Луи умер до того, как испанский престол был закреплён за Францией, что принесло бы Гримальди множество наград. Вместо этого в Европе началась Война за испанское наследство.

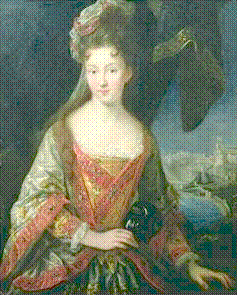
Княгиня Монако Луиза-Ипполита. Дворец, который был ей едва знаком, хорошо виден на заднем плане этой картины 1712 года.

В 1701 году князь Антуан сменил Луи I и унаследовал почти обанкротившееся Монако. Несмотря на это, он ещё более украсил Королевскую комнату. На её потолке Грегорио де Феррари и Александр Хаффнер изобразили фигуру Славы, окружённую люнетами с изображениями четырёх сезонов. Брак Антуана с Марией де Лоррейн был несчастлив, и в нём родились только две дочери. Конституция Монако ограничивала наследование трона только членами семьи Гримальди, поэтому Антуан очень хотел, чтобы его дочь, княгиня Луиза-Ипполита вышла замуж за своего двоюродного брата. Тем не менее состояние Гримальди и отсутствие одобрения короля Людовика XIV (политически необходимого) продиктовали иное решение: Луиза-Ипполита вышла замуж за Жака де Гойона Матийона, богатого аристократа из Нормандии. Луиза-Ипполита сменила своего отца в качестве монарха в 1731 году, но умерла всего несколько месяцев спустя. Король Франции подтвердил подчинение Монако Франции, проигнорировав протесты других ветвей семьи Гримальди, отменил конституцию Монако и утвердил преемственность Жака де Гойона Матиньона в качестве князя Жака I.
Жак I принял имя и герб Гримальди, но французская аристократия проявила мало уважения к новому князю, который поднялся из их рядов и предпочел проводить время вне Монако. Он умер в 1751 году, и его наследником стал его сын от Луизы-Ипполиты князь Оноре III.
Оноре III женился в 1757 году на Марии Катерине Бриньоле, но впоследствии развёлся с ней. До женитьбы у Оноре III был роман с его будущей тёщей. Впоследствии, в 1798 году, Мария Бриньоле вышла замуж за Луи-Жозефа де Бурбона, принца Конде — члена низложенного французского королевского дома.
Гримальди удалось восстановить своё состояние после брака потомков Гортензии Манчини и Луи I: Луиза д’Омон Мазарини вышла замуж за сына и наследника Оноре III, будущего князя Оноре IV. Этот брак, состоявшийся в 1776 году, был чрезвычайно выгоден Гримальди, поскольку предок Луизы Гортензия Манчини была наследницей кардинала Мазарини. Таким образом, правящая семья Монако приобрела все поместья, оставленные по наследству кардиналом Мазарини, включая герцогство Ретельское и княжество Шато-Порсьен.

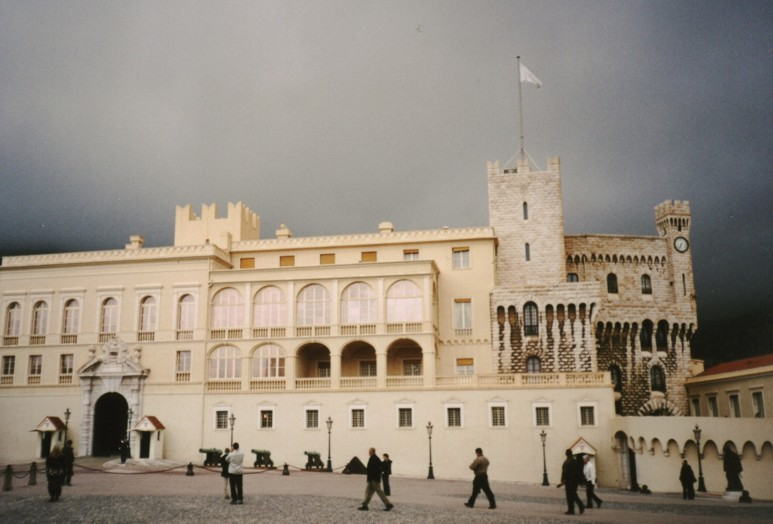
К концу XVIII века дворец вновь стал «великолепным местом». Фронтон Оноре II создал эффект дворца, маскируя генуэзские башни.

Оноре III был военным, сражавшимся как в битве при Фонтенуа, так и в битве при Року. Он был счастлив покинуть Монако, при условии, чтобы им управляли другие, например, его бывший наставник. Во время одного из редких посещений дворца Оноре III в 1767 году по причине болезни в Монако задержался Эдуард, герцог Йоркский. Больного герцога разместили в парадной опочивальне, где он вскоре умер. С того времени комната известна как Йоркская комната.
Несмотря на то, что дворец не был постоянно населён, к последней четверти XVIII века он снова стал «великолепным местом». Однако назревала революция, и в конце 1780-х годов Оноре III был вынужден пойти на уступки своему народу, перенявшему революционные идеи у своих французских соседей. Это было только началом проблем княжеской семьи. В 1793 году лидеры французской революции аннексировали Монако. князь был заключён во французскую тюрьму, а его имущество, включая дворец, было конфисковано.
Дворец был разграблен подданными князя, а то, что осталось от мебели и произведений искусства, было продано на аукционе французским правительством. Дальнейшие изменения коснулись как страны, так и дворца. Монако было переименовано в Форт д’Эркюль и стало кантоном Франции, а дворец превратился в военный госпиталь и богадельню. В Париже была казнена невестка князя Франсуаза-Тереза де Шуазель-Стейнвилль (1766—1794), одна из последних, кого гильотинировали во время эпохи террора. Оноре III умер в 1795 году в Париже, где он провёл большую часть своей жизни, так и не вернув себе трон.

## XIX век

### Возвращение дворца

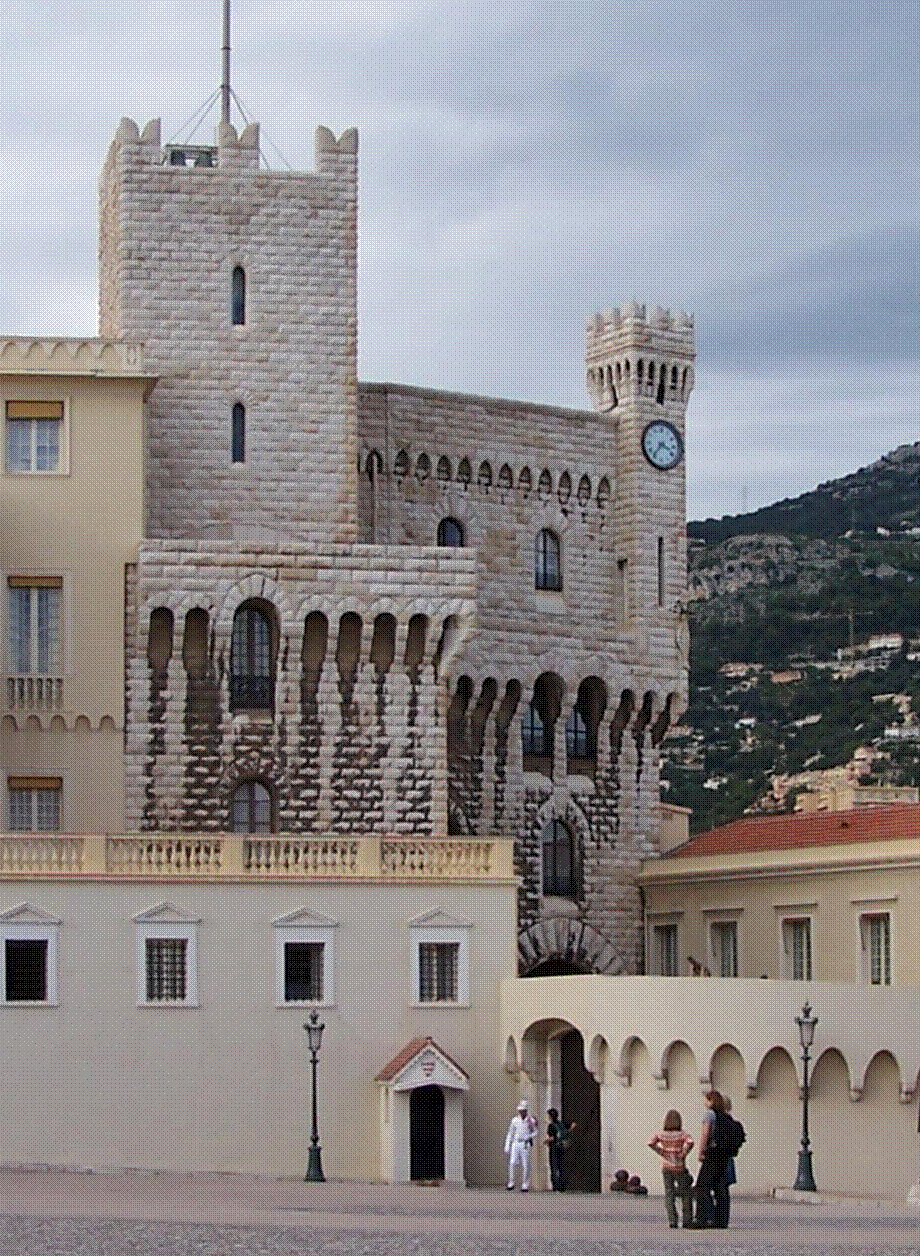
Башня Святой Марии (M), перестроенная Карлом III в стиле средневековой крепости. Слева находится часовая башня Альберта I из белого камня из Ла-Тюрби.

Оноре III сменил его сын Оноре IV (1758—1819), чей брак с Луизой д’Амонт Мазарини так много дал Гримальди. Значительная часть состояния была утеряна во время революции. 17 июня 1814 года в соответствии с Парижским договором Княжество Монако было восстановлено во главе с Оноре IV.
Состояние дворца игнорировалось в те годы, когда Гримальди были изгнаны из Монако. Дворец был в таком плачевном виде, что часть восточного крыла пришлось снести вместе с купальным павильоном Оноре II, стоявшим на месте, занимаемом сегодня бывшим Музеем Наполеона, закрытым в 2014 году, и зданием, в котором размещены дворцовые архивы.

### Реставрация

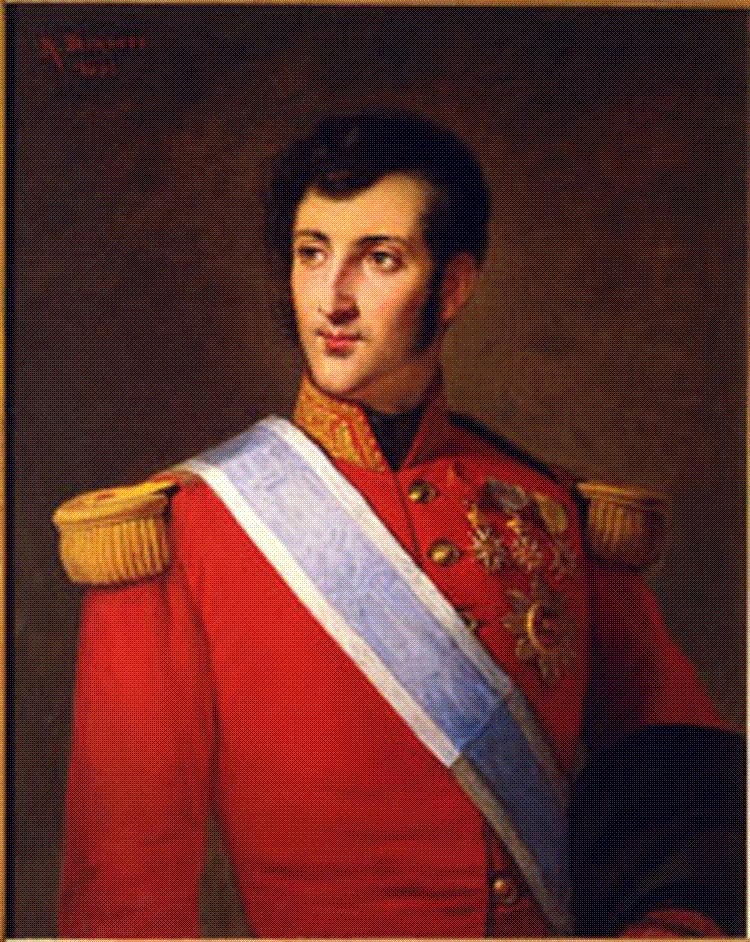
Князь Оноре V начал реставрацию дворца после Французской революции.

Оноре IV умер вскоре после того, как княжество было восстановлено, а реставрация дворца, начавшаяся при Оноре V, продолжилась после его смерти в 1841 году при его брате, князе Флорестане. Однако ко времени его прихода к власти в Монако вновь возникла политическая напряжённость, вызванная финансовыми проблемами. Эксцентричный Флорестан (он был профессиональным актёром), предоставил управление Монако своей жене, Марии Каролине Жибер де Ламец, однако подданные её мужа снова восстали. В попытке исправить нестабильную ситуацию Флорестан передал власть своему сыну Карлу, но было уже поздно. Ментона и Рокбрюн отошли от Монако, в результате чего и без того маленькая страна сильно сократилась — став чуть больше, чем Монте-Карло.

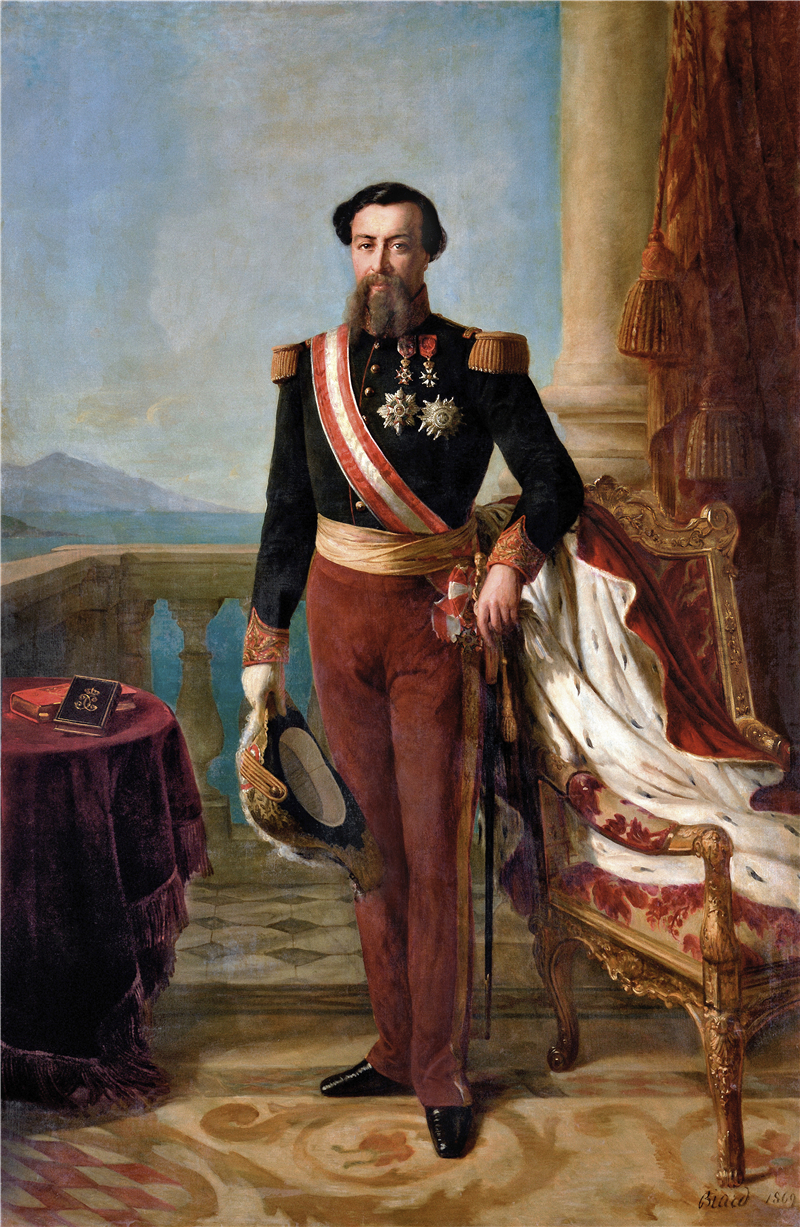
Князь Карл III завершил реставрацию дворца после Французской революции.

Флорестан умер в 1856 году, и его сын Карл, уже управлявший тем, что осталось от Монако, сменил его как Карл III. Ментона и Рокбрюн официально вошли в состав Франции в 1861 году, что уменьшило размер Монако на 80 %. Карл III посвятил своё время реставрации своего дворца, начатой его дядей Оноре V. Он восстановил Башню Святой Марии и полностью восстановил часовню, в которой был добавлен новый алтарь, и расписаны фресками своды, а снаружи фасад был украшен фресками с изображениями различных подвигов, совершённых Гримальди. Комната охраны — бывший большой зал крепости (ныне известный как Государственный зал) — была преобразована с помощью новых украшений эпохи Возрождения и добавления монументального камина.
Карл III также предпринял серьёзные попытки найти различные произведения искусства и мебель, украденные, проданные и потерянные во время революции. Наряду с новыми покупками, дворец вновь украсила коллекция произведений изобразительного искусства, которая включала не только семейные портреты, такие как портрет Люсьена I работы Амброджо де Предиса, портрет Оноре II работы Филиппа де Шампаня, портрет Антуана I работы Гиацинта Риго, портрет Луизы-Ипполиты работы Ван Лоо, а также такие шедевры, как «Урок музыки» Тициана.
Карл III также был ответственен за появление другого дворца в Монте-Карло, позволившего финансировать реставрационные работы и преобразовавшего экономику страны. Этим новым дворцом было казино, спроектированное Шарлем Гарнье в стиле Второй Империи и построенное в 1878 году. Первое казино в Монако открылось десятилетием ранее. Благодаря казино Монако стало самоокупаемым.

### Уменьшение власти князей Гримальди
Ко времени смерти в 1889 году Карла III Монако и Монте-Карло были синонимами, обозначающими одно и то же место, и благодаря азартным играм княжество приобрело репутацию одиозной и упадочнической игровой площадки для богатых. Монако привлекало всех — от русских великих князей и железнодорожных магнатов, часто в компании любовниц, до авантюристов, в результате чего многие, включая королеву Викторию, критиковали это карликовое государство. Когда Виктория в 1882 году впервые посетила Французскую Ривьеру, она отказалась от телефонного звонка в княжеский дворец. Писатель XIX века Сабин Бэринг-Гулд описал нравы, царившие в Монако и среди его завсегдатаев, как «моральную выгребную яму Европы».

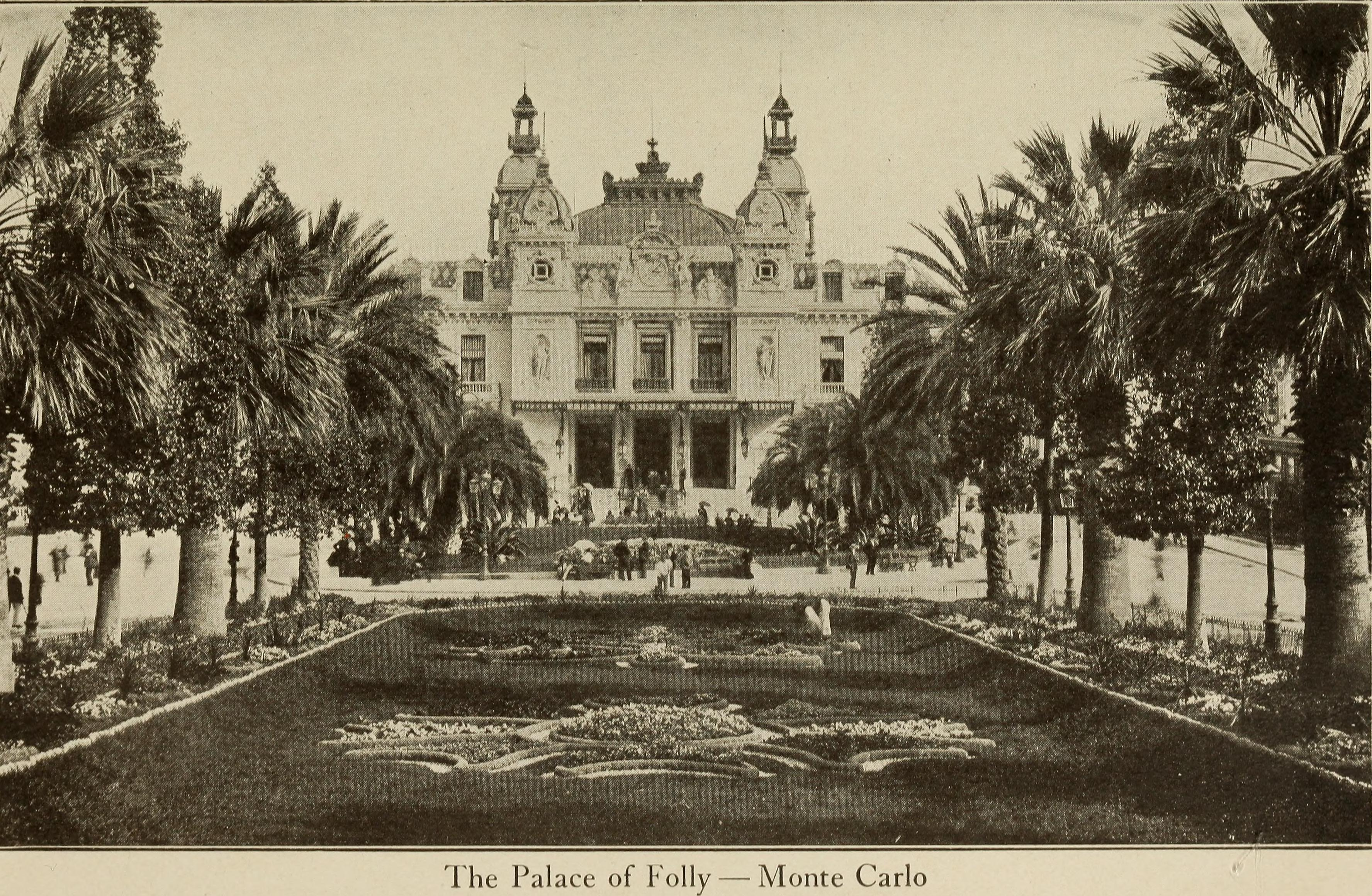
Казино в Монте-Карло принесло богатство княжеской семье Гримальди, но к 1880-м годам Монако приобрело репутацию декадентской игровой площадки. Тогдашний писатель Сабин Бэринг-Гулд описал царившие там нравы как «моральную выгребную яму Европы».

Следующие правители Монако предпочитали жить в другом месте и посещали свой дворец только изредка. Карла III в 1889 году сменил Альберт I. Альберт женился на леди Виктории-Марии Дуглас-Гамильтон, дочери 11-го герцога Гамильтона и его немецкой жены, принцессы Баденской. До того, как брак был расторгнут в 1880 году, у пары родился единственный сын Луи. Альберт был увлечённым учёным и основал в 1906 году Океанографический институт; как пацифист он основал в Монако Международный институт мира. Второй женой Альберта была Алиса Гейне, наследница американского банкира и вдова французского герцога. Она много сделала для превращения Монте-Карло в культурный центр, основав в городе балет и оперу. Принеся большое приданое, она собиралась переоборудовать казино в клинику для бедных больных, которым было бы полезным лечение в тёплом климате. Пара, однако, рассталась, прежде чем Алиса смогла претворить свой план в жизнь.
В 1910 году дворец был подвергнут штурму во время Монегасской революции. Князь объявил о конце абсолютной монархии, обнародовав конституцию с избранием в следующем году парламента.
Альберта в 1922 году сменил его сын Луи II. Луи воспитывали его мать и отчим, граф Тассило Фештетич фон Тольна, и он вообще не знал Монако до 11 лет. У Луи не было близких отношений с отцом, и он служил во французской армии. Находясь за границей, он встретил свою любовницу Мари Жюльетту Луве, от которой у него в 1898 году в Алжире родилась дочь Шарлотта. Будучи князем Монако, Луи II проводил в княжестве мало времени, предпочитая жить в фамильном поместье Ле Марше, поблизости от Парижа. В 1911 году Луи узаконил свою дочь, чтобы она могла унаследовать трон, и таким образом предотвратить его переход в отдалённую немецкую ветвь семьи. Закон был оспорен и стал причиной так называемого Монакского наследственного кризиса. Наконец, в 1919 году князь официально усыновил свою внебрачную дочь Шарлотту, ставшую известной как принцесса Шарлотта, герцогиня Валентинуа. Собранная Луи II коллекция артефактов, принадлежавших Наполеону I, составила основу дворцового музея Наполеона, открытого для публики.
Во время Второй мировой войны Луи пытался сохранить нейтралитет Монако, хотя его симпатии были связаны с правительством Виши. Это вызвало размолвку с его внуком Ренье, сыном его дочери и наследником престола, который поддерживал союзников по антигитлеровской коалиции.
После освобождения Монако союзными войсками, 75-летний князь Луи мало что сделал для своего княжества, и оно начало приходить в упадок. К 1946 году он проводил большую часть своего времени в Париже, и 27 июля того же года впервые женился. На протяжении последних лет его правления он и его жена жили в своём имении во Франции, не посещая Монако. Князь Луи умер в 1949 году, и его сменил его внук, князь Ренье III.

## Ренье III

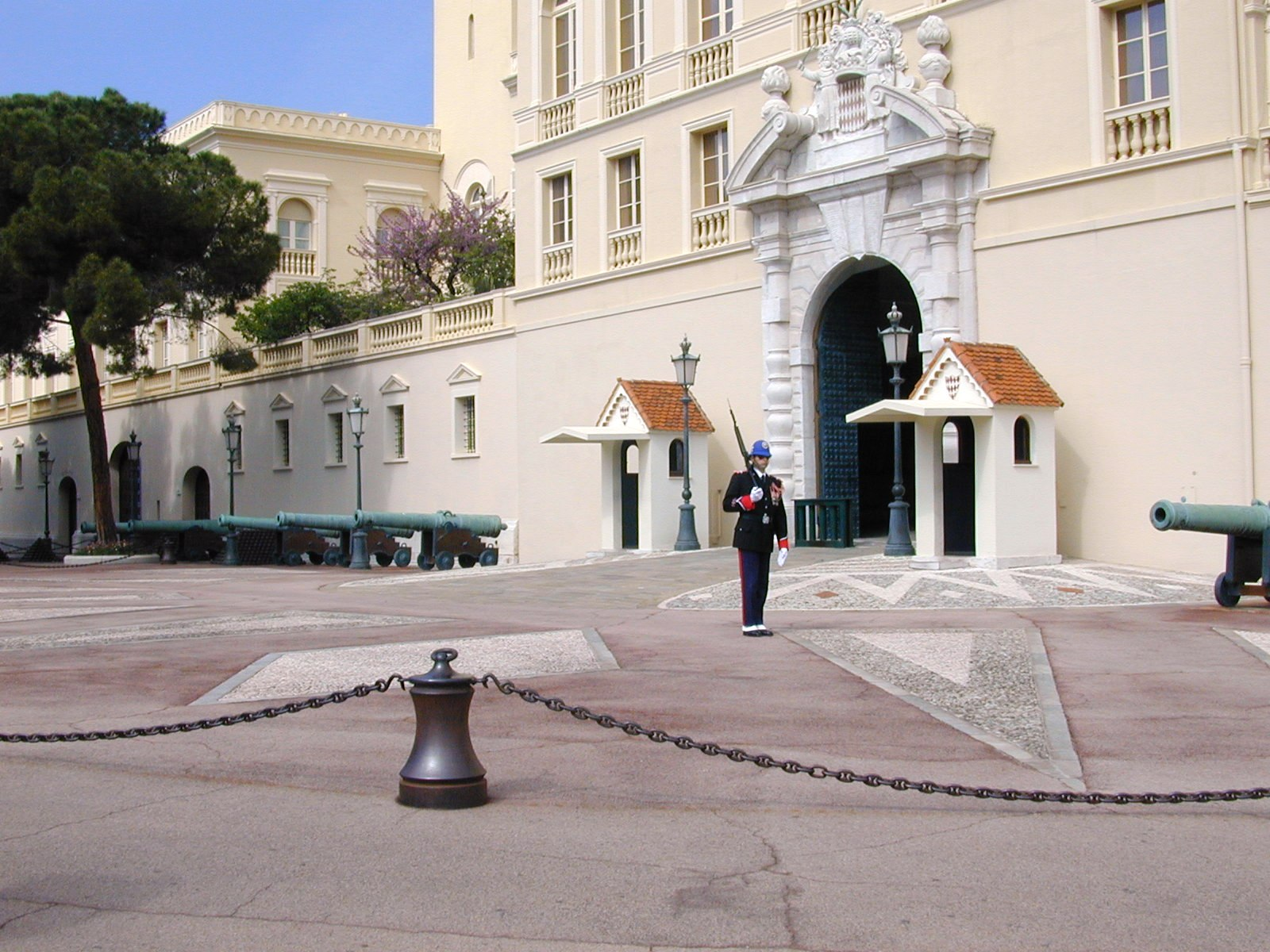
Часовой и пушки охраняют вход в восстановленный дворец.

Князь Ренье III был ответственен не только за то, что изменил будущее Монако, но и за надзор за восстановлением дворца. После вступления на трон в 1949 году князь Ренье III немедленно начал программу восстановления и реставрации. Многие из внешних фресок во дворе и крыло, разрушенное во время французской революции, были восстановлены. В этой части дворца располагаются частные апартаменты правящей семьи. Также в этом крыле находятся архивы и был музей Наполеона.
Фрески, украшавшие открытую галерею, известную как Галерея Геракла, были заменены Ренье III, заказавшим работы Пьера Франческо Маццукчелли с изображениями мифологических и легендарных героев. Кроме того, многие помещения были отремонтированы и отреставрированы. Многие мраморные полы в помещениях были отреставрированы и украшены узорами в технике интарсии, в том числе двойной монограммой R принца Ренье III.
Вместе со своей женой, Грейс Келли, князь Ренье не только восстановил дворец, но и сделал его центром крупного и процветающего бизнеса, простимулировавшего лёгкую промышленность Монако, целью которого было уменьшить зависимость Монако от дохода с азартных игр. План включал мелиорацию земель, разработку новых пляжей и строительство многоэтажного элитного жилья. В результате повышения престижа Монако, в 1993 году княжество вступило в Организацию Объединённых Наций, а наследник князя Ренье Альберт стал главой делегации Монако.
Княгиня Грейс погибла в результате автомобильной аварии в 1983 году. Когда князь Ренье III умер в 2005 году, он оставил свой дворец и страну в более прочном, стабильном финансовом и структурном состоянии, чем они были на протяжении веков.

## Дворец в XXI веке

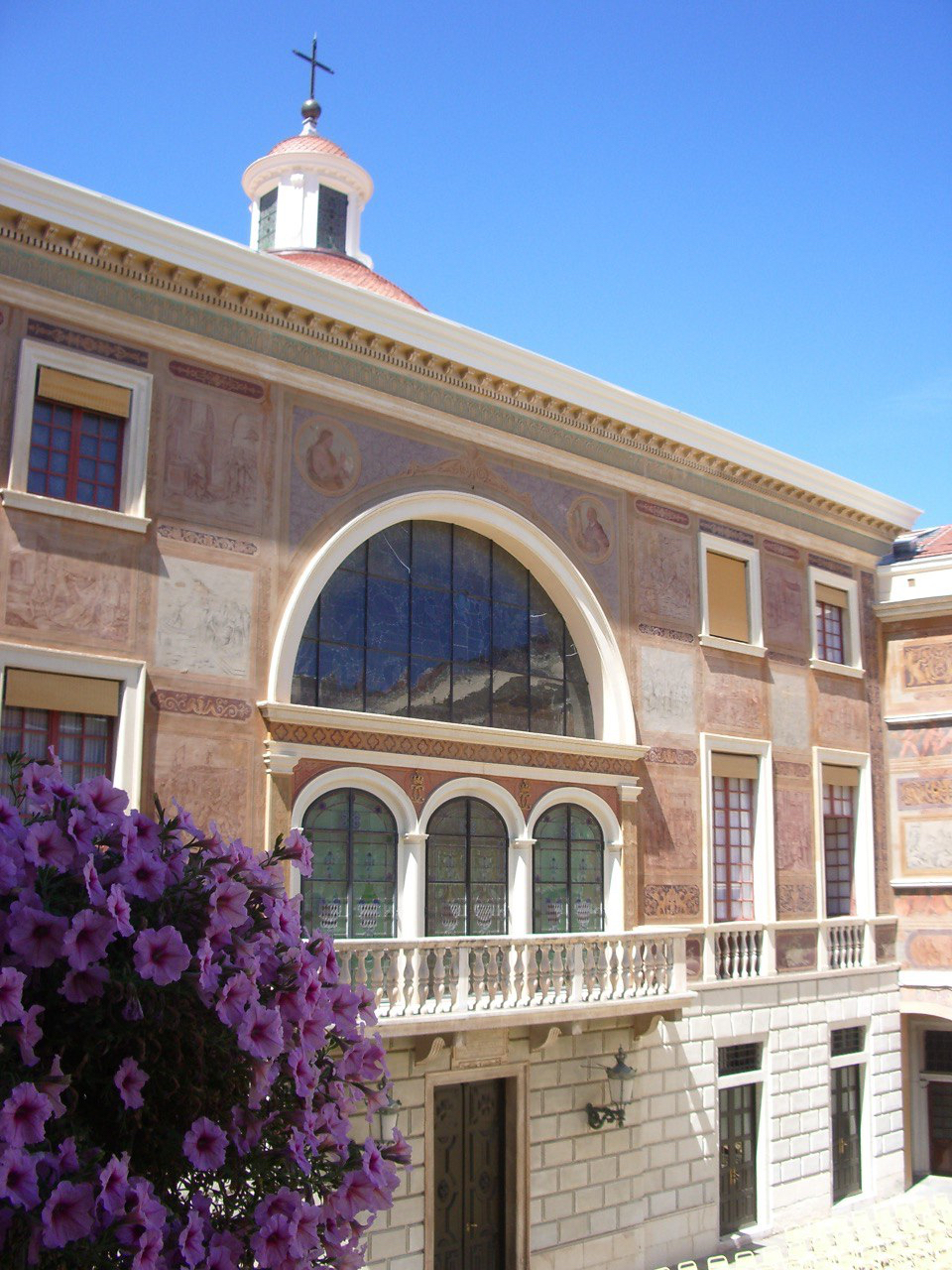
Часовня во дворце

Сегодня во дворце живёт ныне правящий князь Монако Альберт II и члены его семьи. Государственные апартаменты открыты для публики в течение лета, а с 1960 года во внутреннем дворике дворца проходят концерты под открытым небом, которые проводит Филармонический оркестр Монте-Карло (ранее известный как Оркестр Национальной оперы).
Тем не менее, дворец имеет большее значение, чем просто достопримечательность и музей: он остаётся полностью рабочим дворцом и резиденцией правителя Монако, сей факт подчёркивается часовыми на постоянном дежурстве у входа. Суверенные князья, хоть и связаны конституцией, вовлечены в повседневную жизнь княжества, как в государственную, так и деловую. Монако занимает площадь в 197 гектаров (487 акров), из которых 40 гектаров (99 акров) отвоёваны с 1980 года у моря.
По случаю таких важных событий, как свадьбы или дни рождения представителей династии Гримальди, дворцовый двор бывает открыт, и князь выступает с обращением к собравшимся жителям Монако с Галереи Геракла, выходящей на внутренний двор. Во внутреннем дворе также проводится ежегодный детский рождественский утренник. Благодаря таким событиям дворец продолжает играть важную роль в жизни князя и его подданных, как это и было на протяжении более чем 700 лет.